# Hors les murs
Hors les murs (tiếng Anh: Beyond the Walls) là một bộ phim Pháp / Bỉ / Canada năm 2012 của đạo diễn David Lambert.

## Diễn viên
- Guillaume Gouix - Ilir
- Matila Malliarakis - Paulo
- David Salles - Grégoire
- Mélissa Désormeaux-Poulin - Anka
- Flonja Kodheli - Em gái của Ilir
- Carmela Locantore [fr] - La mère d'Ilir